# Trasat
Trasat – osoba, której wystawca weksla trasowanego (trasant) wydaje polecenie bezwarunkowej zapłaty określonej kwoty (sumy wekslowej) na rzecz osoby trzeciej (remitenta).
Z chwilą przyjęcia weksla trasowanego trasat staje się głównym dłużnikiem wekslowym (akceptantem) i odpowiada wobec remitenta za zapłatę.